# Miniopterus petersoni
Miniopterus petersoni és una espècie de ratpenat de la família dels minioptèrids. És endèmic de Madagascar. El seu hàbitat natural són els boscos humits de plana situats a menys de 550 msnm. Es creu que podria estar amenaçat per la desforestació, tot i que no es disposa de dades suficients per avaluar-ne l'estat de conservació.